# Cancryn Field
El Cancryn Field es un estadio de uso múltiple utilizado principalmente para el críquet ubicado en la ciudad de Charlotte Amalie de Islas Vírgenes Estadounidenses.

## Historia
El estadio fue construido en 1992 y está ubicando dentro de la Addelita Cancryn Junior High School. Ese mismo año se jugó un partido amistoso de críquet entre la selección local y Trinidad y Tobago.
El escenario fue utilizado por la selección de críquet de las Islas de Barlovento entre 2003 y 2009 para disputar competiciones a nivel de naciones del Caribe.
El estadio también ha sido utilizado para el fútbol, dende la selección nacional lo usó para dos partidos de la Copa del Caribe de 2016, perdiendo ambos.